# Monte Fagan
El monte Fagan (en inglés: Mount Fagan) es una elevación de 1680 m s. n. m. de altura, ubicado a 2,6 kilómetros al suroeste de Coffin Top y a 5,1 kilómetros al oeste de la bahía Paz en Georgia del Sur, en el océano Atlántico Sur, cuya soberanía está en disputa entre el Reino Unido el cual las administra como «Territorio Británico de Ultramar de las islas Georgias del Sur y Sandwich del Sur», y la República Argentina que las integra al Departamento Islas del Atlántico Sur, dentro de la Provincia de Tierra del Fuego, Antártida e Islas del Atlántico Sur. Fue nombrado por el Comité Antártico de Lugares Geográficos del Reino Unido en 1971 por el capitán P F Fagan, de los Ingenieros Reales, quien fuera topógrafo en la expedición británica a la isla de 1964 a 1965 y la primera persona en escalar este monte.